# 106 Dione
106 Dione este un asteroid din centura principală, descoperit pe 10 octombrie 1868, de James Watson.